# خزه‌وشان
خزه‌وشان (نام علمی: Hydatellaceae) نام یک تیره از راسته نیلوفرآبی‌سانان است.